# آل زباره
یکی از اولین خاندان‌هایی که به نیشابور آمدند و سپس در بیهق سکونت اختیار کردند، آل زباره اند که نسبشان به علی بن حسین می‌رسد. بزرگ این خاندان محمد زباره، فرد بانفوذی در مدینه بود.
همچنین پسرش احمد نیز امیر مُطاعی در آنجا بود. اولین فرد از این خاندان که به این ناحیه آمد، احمد زبارة بن محمد اکبر بن عبدالله زاهد بن حسن مکفوف بن حسن افطس بن علی اطهر بن علی بن حسین است که به نیشابور آمد و در آنجا اقامت گزید.☃☃ احمد زباره که در زادگاهش مدینه اقامت داشتُ به سبب نامه‌هایی که زیدیه طبرستان بدو می‌نوشتند و او را برای امامت، لایق می‌دانستند، به طبرستان آمد و پس از آن به نیشابور آمد. این خاندان با طاهریان مناسبات حسنه ای برقرار کردند. آل زباره از ناحیه مادری نیز با طاهریان پیوند داشتند. بزرگ خاندان زباره با خواهر عبدالله بن طاهر ازدواج کرد و میان نوادگان آنها نیز ازدواج‌هایی صورت گرفت. این خاندان در اثر موقعیتی که برای خود کسب کردند در نیشابور از پایگاه ویژه ای برخوردار شدند. ضمن آنکه نقابت سادات نیز در اختیار ایشان بود. نقابت و ریاست سادات از مناصبی بود که معمولاً یکی از بزرگان سادات آن را برعهده می‌گرفت.↵حضور علویان در نیشابور به اندازه ای بود که به آنان، امکان احداث مقبرهٔ خصوصی داده شد و ابوعلی محمد بن احمد زباره که وفاتش به سال ۳۶۰ قمری، بوده‌است (ولادت او سال ۲۶۰ قمری، ثبت شده‌است) در مقبره علویان نیشابور مدفون گشت.

## نقیبان آل زباره
نقابت، که منصب و تشکیلاتی نیمه اداری بود، وظیفه رسیدگی به امور سادات را در اختیار داشت. نقیب، رئیس علویان شهر و در ردیف بزرگ‌ترین شخصیتهای شهر بود و نقش واسطه میان مردم و حکومت را ایفا می‌کرد. در این منطقه نیز هرگاه حاکمان نیازمند استفاده از نیروی مردمی بودند، از نقبا کمک می‌گرفتند. ریاست این تشکیلات در منطقه خراسان بیشتر به بزرگان آل زباره واگذار می‌شد. عده ای از بزرگان این خاندان که منصب نقابت را عهده‌دار شده‌اند، عبارت اند از:
ابومحمد یحیی بن محمد بن احمد زباره، که نقابت سادات نیشابور را بر عهده داشت و بزرگان به محضرش حضور می‌یافتند.
سید اجل بهاء الدین که در سال ۵۳۰ق به بعد، ریاست نقابت سادات را در منطقه عهده‌دار بوده‌است.
ابومحمد یحیی بن سید اجل (م ۵۳۲ق) که از او با عنوان سیّدالنقباء یاد شده‌است.

## آل زباره در بیهق
خاندان زباره که ابتدا در نیشابور رحل اقامت افکندند، به مرور در مناطق و نواحی دیگر پراکنده شدند. از اواخر قرن چهارم، سادات زباره به صورت گسترده به بیهق روی آوردند و آل ظفر که خاندانی از آل زباره بود، در بیهق مسکن گزیدند. اولین سیّدی که از خاندان به ناحیه بیهق آمد، محمد بن ظفر بن محمد بن احمد زباره بود. یکی از دلایلی که موجب مهاجرت خاندان زباره از نیشابور به بیهق شد، اختلاف آنان بر سر نقابت با تیره دیگری از سادات بود که با حمایت شافعیان از آن تیره، آل زباره از نیشابور پراکنده شدند، ابتدا به مشهد رفته، سپس به بیهق روی آوردند. از بزرگان زباره که در سال ۳۹۵ قمری، به ناحیه بیهق آمد، ابوجعفر محمد است.
همچنین فرزندان مطهر بن محمد نیز که از جمله ساداتی بودند که نسبشان به علی بن حسین بن علی می‌رسید، در اواخر قرن چهارم از نیشابور به بیهق آمدند.
خاندان زباره که در بیهق نفوذ داشتند با برقراری پیوند خویشاوندی با خاندان فولادوند - که ریاست بیهق به دست آنان بود - بر موقعیت اجتماعی و سیاسی خود افزودند.
همچنین ابوعلی طبرسی صاحب مجمع البیان نیز در سال ۵۲۳ قمری به بیهق آمد و در آنجا ساکن شد. او از نزدیکان نقبای آل زباره بود. وفات او در بیهق در سال ۵۴۸ قمری، روی داد و جنازه اش به مشهد منتقل و در آنجا دفن شد. از دلایل مهاجرت او به این سامان، علاوه بر شهرت داشتن بیهق به تشیع، نسبتی بوده که طبرسی با آل زباره داشته‌است، چرا که میان آل زباره و طبرسیان، پیوند مصاهرت بود. طبرسی همچنین کتاب‌های مجمع البیان و جواهر الجمل خود را به ابومنصور محمد بن یحیی بن هبة الله حسینی - که نقیبی از سادات پرنفوذ آل زباره بوده - اهدا کرده‌است.